# Chiesanuova (Torino)
Chiesanuova (piemonti nyelven Gesianeuva) egy olasz község a Piemont régióban, Torino megyében.